# スティクス (バンド)
スティクス（Styx）は、アメリカ合衆国出身のロックバンド。
1970年代の米国産プログレッシブ・ロック「アメリカン・プログレ・ハード」を代表するバンドの一つ。1980年代初頭にピークを迎えて隆盛を極め、日本でも代表曲「ミスター・ロボット」のヒットなどが知られた。

## 概要
日本ではアメリカン・プログレ・ハードなどのジャンルに括られることが多いが、デビュー当初のサウンドはプログレッシブ・ロックの色彩が強く、長大な楽曲も多く制作していた。
時代の流れの中で音楽性は徐々に変化。よりコンパクトでポップな作風へと変わり、結果的にそれが1980年代初頭の商業的成功へと繋がっていった。

## 概歴

### 結成まで（1963年 - 1972年）
1963年、シカゴでチャック（ベース）とジョン（ドラム）のパノッツォ兄弟が中心となってバンド活動を開始する。その後デニス・デ・ヤング(ボーカル、キーボード)が加入してバンド名が「ザ・トレイドウンズ」となる。
当初はローカル・バンドに過ぎなかったが、1968年にジョン・クルリュウスキ（G）が加入し、バンド名を「トレイドウインズ4」と改名してプロ活動を目指し始める。
1970年にジェイムス・ヤング(ギター)が加入。その半年後に製作したデモ・テープが、RCA傘下「ウッデンニッケル・レコード」の代表を務めるビル・トラウトに認められて契約。後にバンド名を「スティクス」と改名した。

### 黎明期（1972年 - 1975年）
1972年、1stアルバム『スティクス』でデビュー。13分以上ある曲を収め、大衆受けはしなかったが、プログレッシブ・ロックのファンに受け入れられる。
1973年、2ndアルバム『スティクスII』をリリース。1stではカヴァー曲を混ぜていたが、完全オリジナルのアルバムとして方向性を決定付けた。
1974年、3rdアルバム『サーペント・イズ・ライジング』、4thアルバム『ミラクルズ』を発表。この時期からポップ性を意識し始め、大作志向から短い曲へと変化していく。
1975年、2年前に発売された2ndアルバムに収録されていたシングル「憧れのレイディ（Lady）」が、2月から徐々にチャートを上昇。8月には全米6位まで上昇し、これに伴い同アルバムもセールスが延びてゴールドディスクを獲得する。このヒットにより同年秋、大手レーベル「A&Mレコード」に移籍した。移籍第一弾の5thアルバム『分岐点』の制作後、全米ツアー前に音楽性の違いからクルリュスキが脱退。代わって元MS FUNKのトミー・ショウ（ギター、ボーカル）が加入した。

### 隆盛期（1976年 - 1984年）
トミーが加入した事で、6thアルバム『クリスタル・ボール』が幅広い層からの支持を獲得。翌1977年発表の7thアルバム『グランド・イリュージョン - 大いなる幻影』が全米トップ10入り。シングル「Come Sail Away」が全米8位。8thアルバム『ピーシズ・オブ・エイト - 古代への追想』（1978年）も全米8位を記録し、バンドの評価が高まる。
1979年、シングル「Babe」が全米No.1を獲得、9thアルバム『コーナーストーン』が全米2位の大ヒットとなり、スティクスは一流バンドとしての成功を手にする。一方で、欧米の音楽メディアからはコーポレート・ロック、日本では産業ロックなどと批評もされた。
1981年、10thアルバム『パラダイス・シアター』からのシングル「The Best of Times」が全米3位、「時は流れて」が全米9位となり、同アルバムが初の全米1位を記録した。
1982年1月、アルバム『パラダイス・シアター』を主作品とした初来日ツアーが開催された。この模様がNHKで放映されている。翌1983年には11thアルバム『ミスター・ロボット - キルロイ・ワズ・ヒア -』がリリースされ、日本語の歌詞が含まれたシングル「ミスター・ロボット」が収録されて話題になるなど、日本でもヒットを記録した。
その後デニスとトミーとの間に亀裂が生じ、翌年にバンド活動が停止。各々がソロ活動に移行していき、1980年代後半頃にはバンドの存在が薄れていった。

### 停滞期（1990年 - 1994年）
1990年、トミーがハードロックバンド「ダム・ヤンキース」に参加。テッド・ニュージェント、ジャック・ブレイズ（ナイト・レンジャー）らが結成したスーパーグループであった。同じ頃バンドの再始動を企図していたデニスらは、トミーの招集を断念。代役グレン・バートニックが加入して活動を再開する。
同年の暮れに7年ぶりの12thアルバム『エッジ・オブ・ザ・センチュリー』をリリース。シングル「Show Me the Way」が全米3位を獲得し復活の兆しが見えたものの、北米のロック界にグランジ・ムーブメントが到来。旧態依然のロックにはレーベルのサポートが減少して受難の時代となり、当バンドの再活動も短期で終了した。
トミー側も「ダム・ヤンキーズ」で2枚のアルバムを出した後、中心のテッド・ニュージェントが脱退。残るブレイズと「ショウ・ブレイズ」というユニットで継続し、活動規模は縮小した。

### リユニオンから内紛へ（1995年 - 2002年）

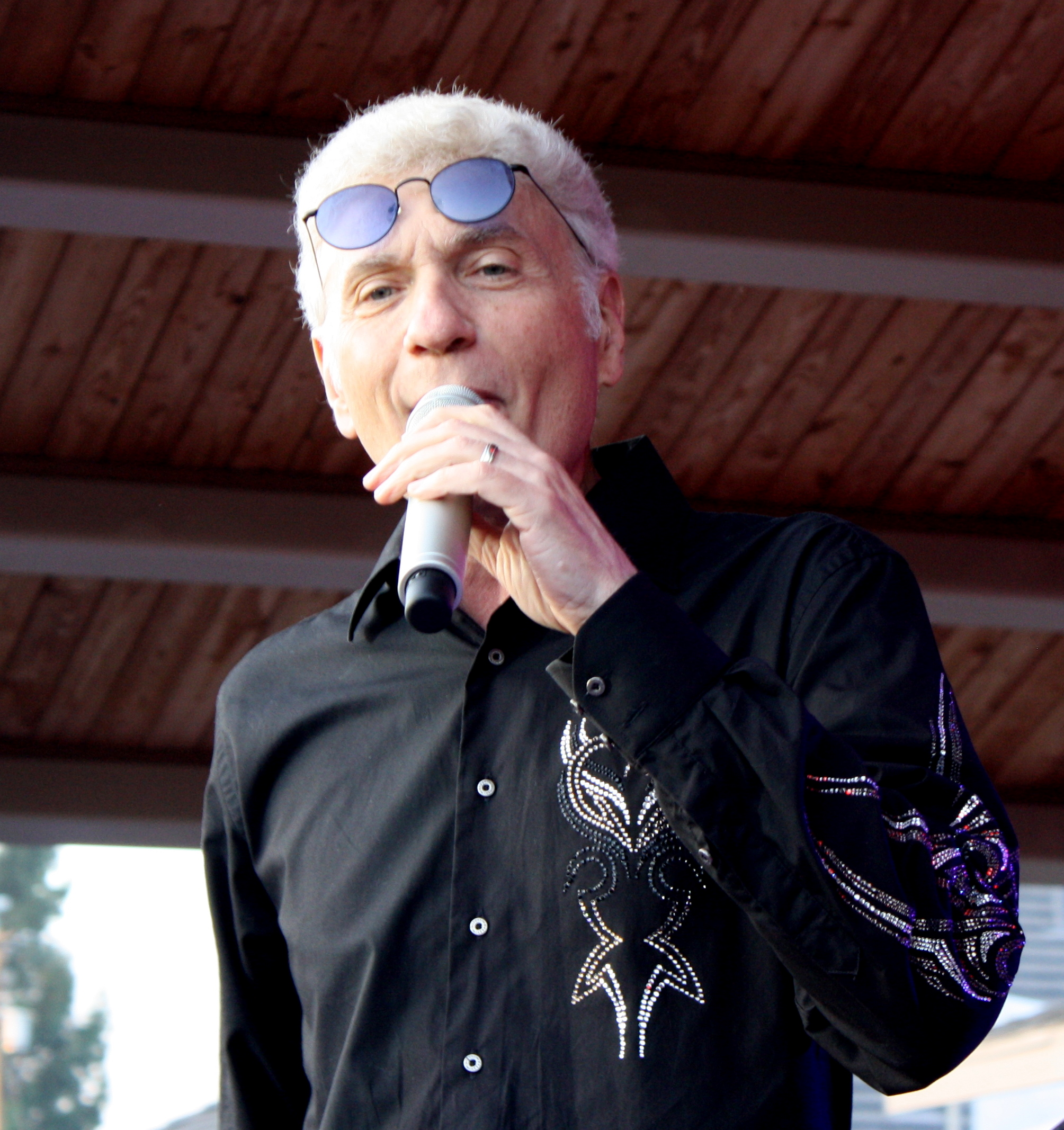
バンドの顔でもあったデニス・デ・ヤング（2010年）

1995年、トミーが復帰し全盛期メンバーでの再結成が実現する。しかしジョン・パノッツォが健康問題で即降板し、代役にトッド・ズッカーマン（ドラム）が加入。そして翌1996年、ジョンは症状が悪化し帰らぬ人となってしまった。ツアーはジョンの追悼ライブとして開催し、新曲も数曲披露された。この模様はライブ・アルバム用としても収録され、『リターン・トゥ・パラダイス』（1997年）と題してリリースしている。
同ラインナップを維持し、1999年に9年ぶりの13thアルバム『ブレイヴ・ニュー・ワールド』をリリース。しかしこの間、デニスとトミーの確執が再燃。この時期にデニスが健康を害したという理由で活動が停滞。バンド側は活動に支障をきたすとして、ローレンス・ガーワン（ボーカル、キーボード）を代役に立てて継続し、デニスは降板させられた。
2000年、2度目の来日公演。また同時期に創設メンバー チャック・パノッツォが、フルタイムの活動を控えるようになる。グレン・バートニック（ベース）が復帰し、チャックと併用する形で編成する。
2001年、降ろされたデニス側が「健康上の理由で一時的に降板したのであり、自分無しでのバンド続行は無効である」と主張。同意を得ないバンド活動と、デニス自身が創作した曲の差し止め訴訟を起こす。また個人的に、スティクス関連の活動も始めていた。それにはバンド側も反訴し、結果はデニス個人によるスティクスを冠した活動も許可されるも、個人名に「Formerly Styx」や「Performing The Music Of Styx」などの但し書きを義務付ける事で決着。事実上デニスの敗訴であり、両者は修復不可能な状態となった。

### 新体制以降（2003年 - ）

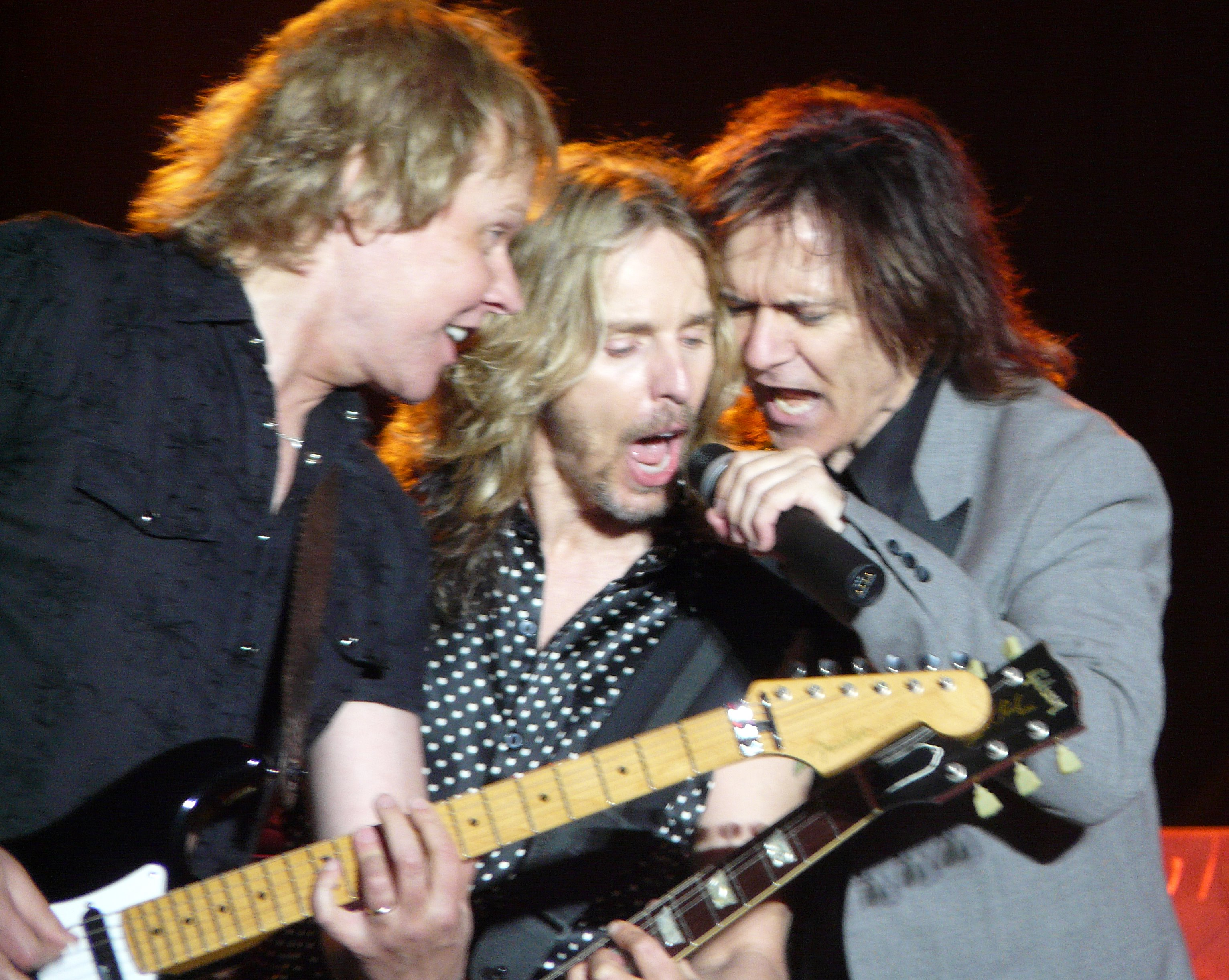
USAパインシティ公演（2008年6月）

ローレンス・ガーワン起用の新体制が定着し、2003年に14thアルバム『サイクロラマ』をリリース。グレン・バートニックに代わり、リッキー・フィリップス（ベース、ギター）が加入する。
以降はライブを中心とした活動にシフト。特に2007年から2015年の間に「デフ・レパード」「フォリナー」「ボストン」「REOスピードワゴン」「38スペシャル」「イエス」「テスラ」など著名なバンドらとツアーを合同する。
2005年、カヴァー企画の15thアルバム『Big Bang Theory』をリリース。
2010年、旧作『グランド・イリュージョン - 大いなる幻影』『ピーシズ・オブ・エイト - 古代への追想』を完全ライブで再現。
2017年、自主レーベル「Alpha Dog 2T」を設立。14年ぶりの16thオリジナルアルバム・コンセプト作品『The Mission』、2021年には4年ぶりの17thアルバム『Crash of the Crown』を発表。
2024年、リッキーが脱退。後任としてローレンスの弟、テリーがベーシストして加入した。

## メンバー
※2025年6月時点

### 現ラインナップ
- ローレンス・ガーワン（Lawrence Gowan） - ボーカル/キーボード（1999年 - ）
- ジェイムズ・ヤング（James "J.Y." Young） - ギター（1972年- ）
- トミー・ショウ（Tommy Shaw) - ギター/ボーカル（1975年 - 1984年、1995年 - ）
- チャック・パノッツォ（Chuck Panozzo） - ベース（1972年 - ）
- テリー・ガーワン（Terry Gowan） - ベース（2024年 - ）
- トッド・ズッカーマン（Todd Sucherman） - ドラムス（1995年 - ）
- ウィル・エヴァンコヴィッチ（Will Evankovich) - ギター（2021年 - ）

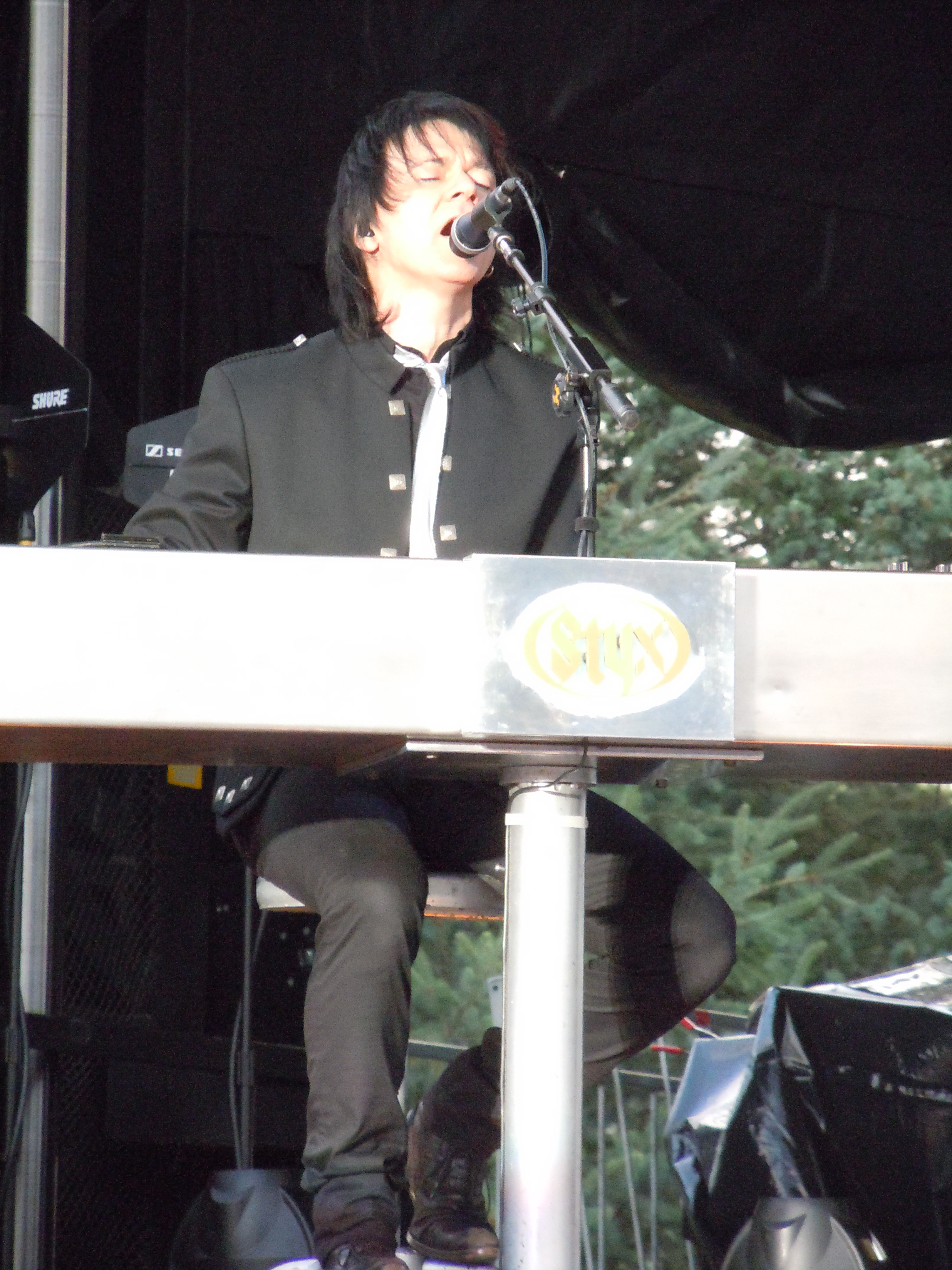
ローレンス・ガーワン（Vo） 2010年
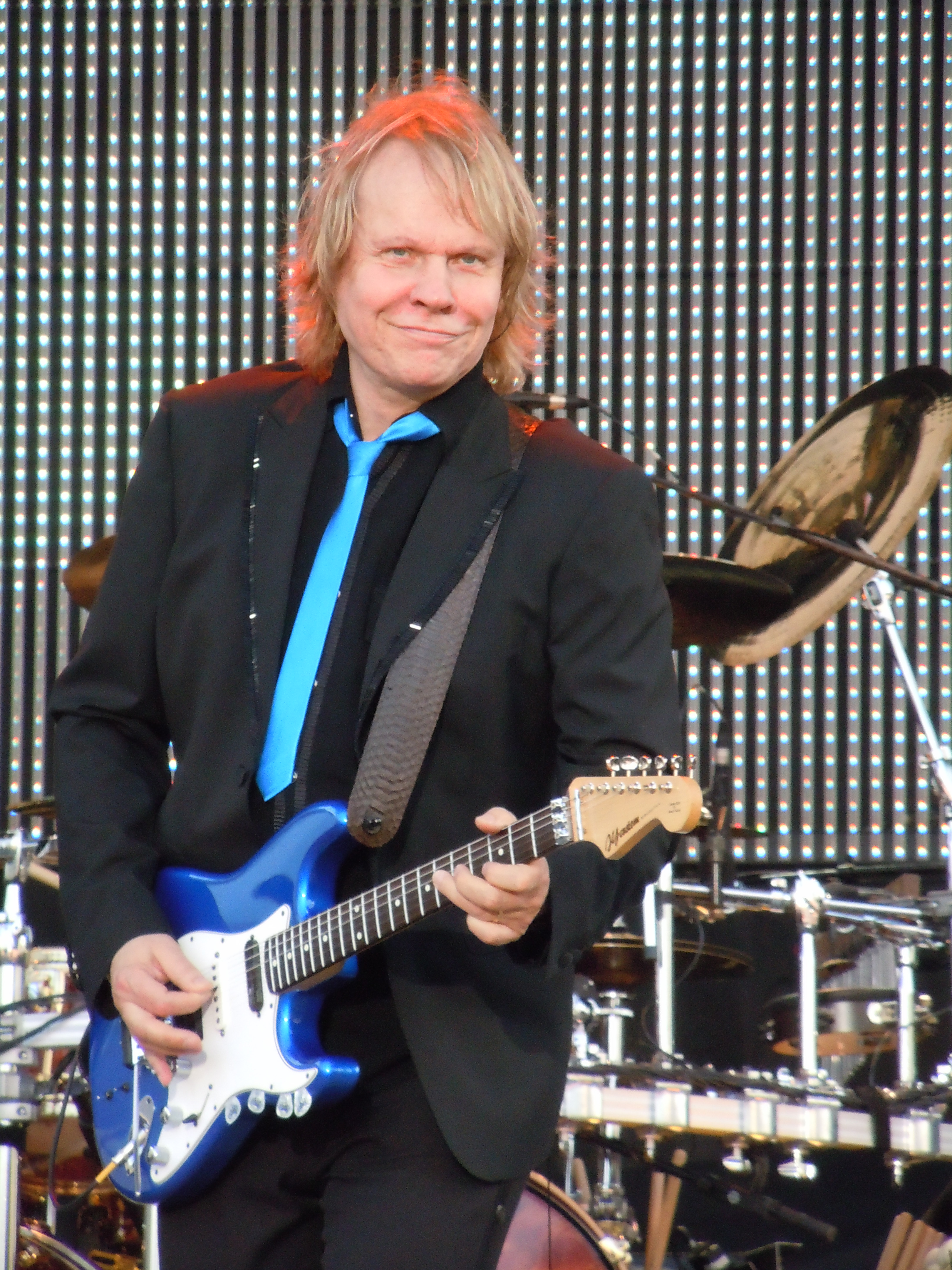
ジェイムズ・ヤング（G） 2010年
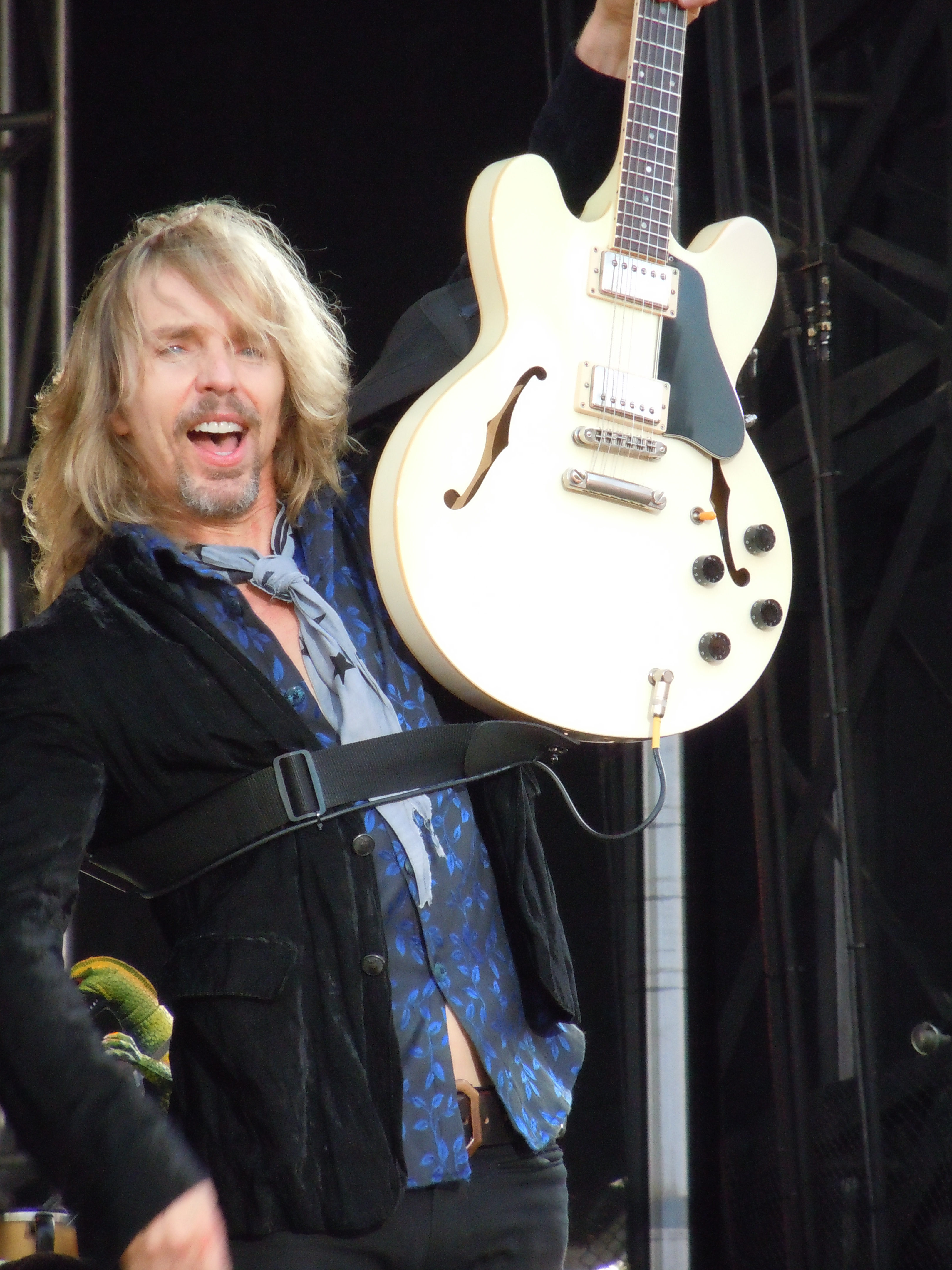
トミー・ショウ（G） 2010年
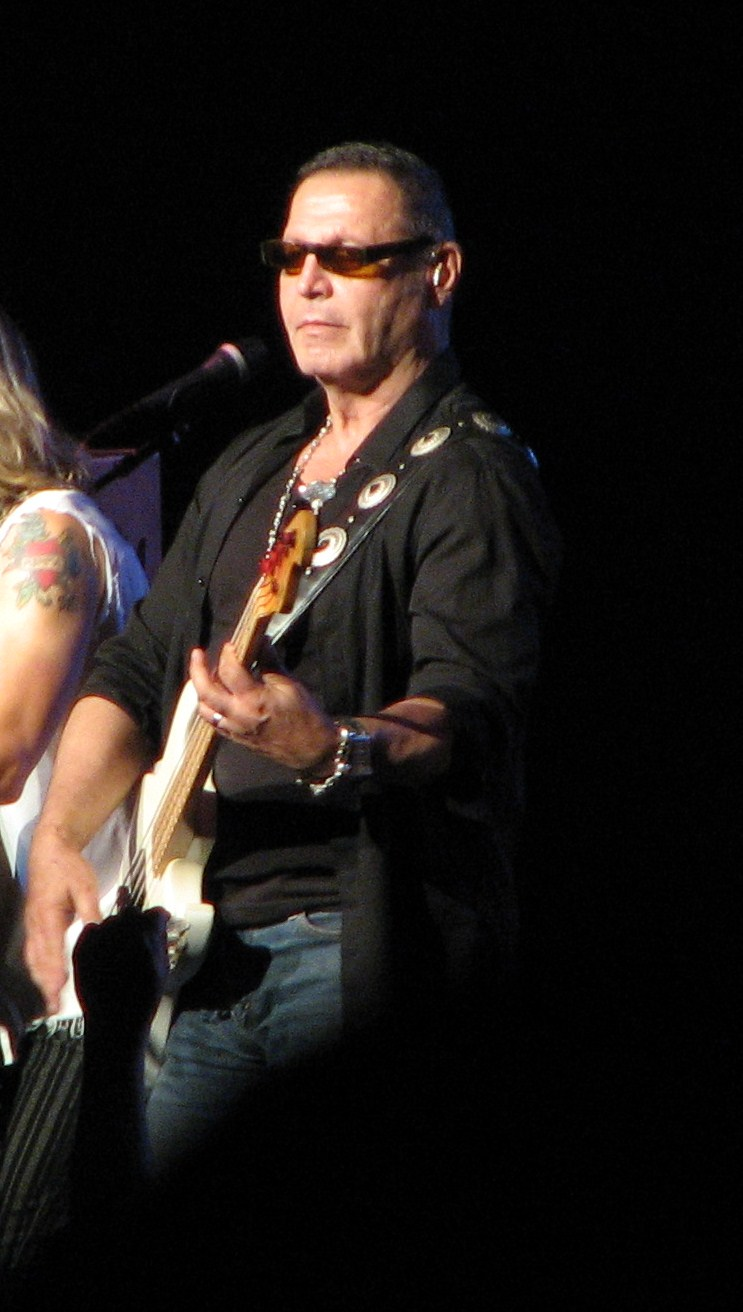
チャック・パノッツォ（B） 2009年
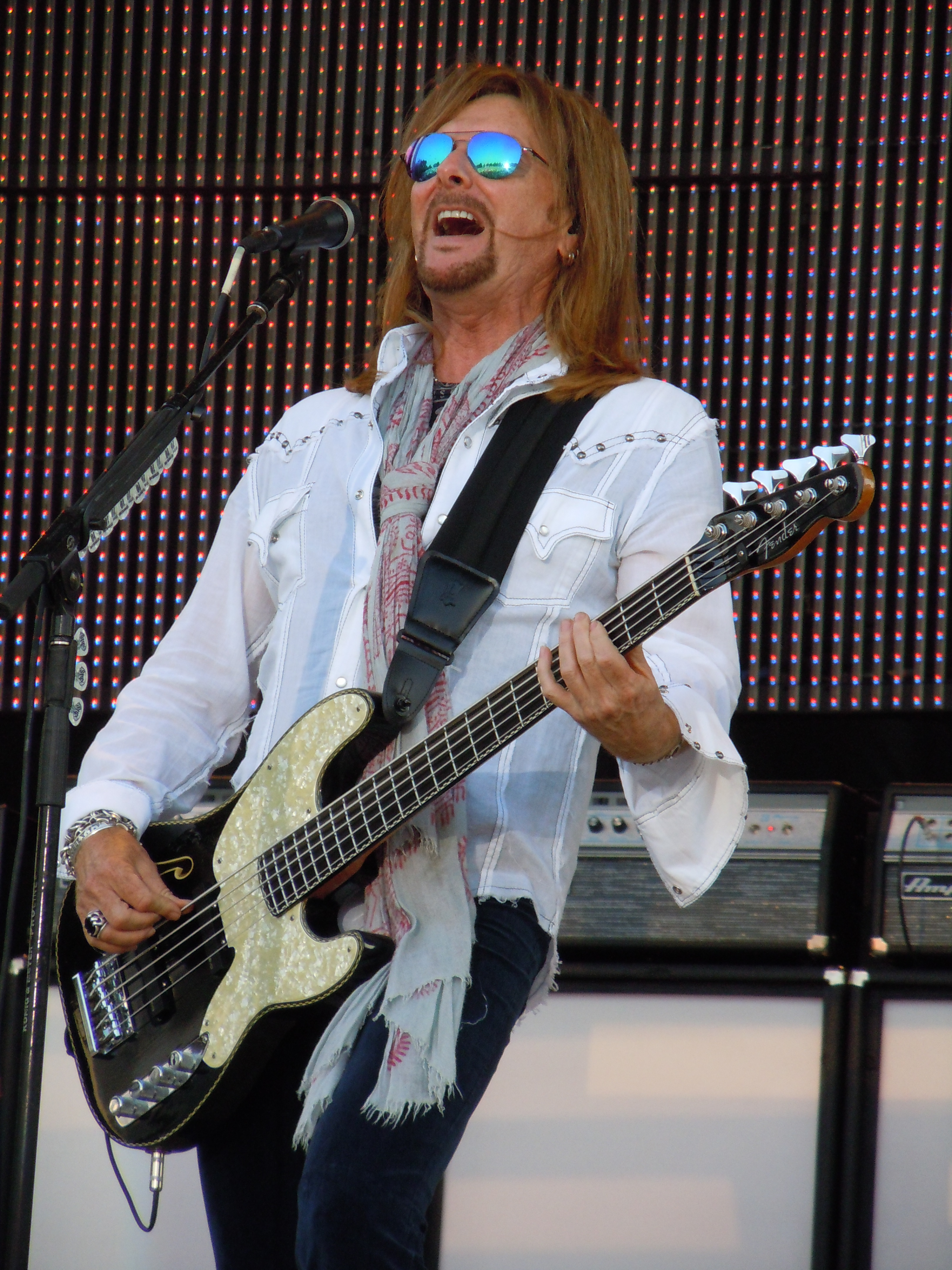
リッキー・フィリップス（B） 2010年

### 旧メンバー
- デニス・デ・ヤング（Dennis De Young） - ボーカル/キーボード（1972年 - 1999年）
- ジョン・パノッツォ（John Panozzo） - ドラムス（1972年 - 1992年）1996年に逝去
- ジョン・クルリュウスキ（John "J.C." Curulewski） - ギター（1972年 - 1975年）1988年に逝去
- グレン・バートニック（Glen Burtnik） - ギター/ベース（1990年 - 1992年、1999年 - 2003年）
- リッキー・フィリップス（Ricky Phillips） - ベース/ギター（2003年 - 2024年）

## ディスコグラフィ

### スタジオ・アルバム
- 『スティクス』 - Styx（1972年）※旧邦題『スタイクス』
- 『スティクスII』 - Styx II（1973年）※全米20位。旧邦題『黄泉（よみ）の国より』『スティクス・セカンド』等
- 『サーペント・イズ・ライジング』 - The Serpent Is Rising（1974年）※全米192位
- 『ミラクルズ』 - Man Of Miracles（1974年）※全米154位
- 『分岐点』 - Equinox（1975年）※全米58位
- 『クリスタル・ボール』 - Crystal Ball（1976年）※全米66位
- 『グランド・イリュージョン - 大いなる幻影』 - The Grand Illusion（1977年）※全米6位
- 『ピーシズ・オブ・エイト - 古代への追想』 - Pieces Of Eight（1978年）※全米6位
- 『コーナーストーン』 - Cornerstone（1979年）※全米2位
- 『パラダイス・シアター』 - Paradise Theater（1981年）※全米1位
- 『ミスター・ロボット - キルロイ・ワズ・ヒア -』 - Kilroy Was Here（1983年）※全米3位
- 『エッジ・オブ・ザ・センチュリー』 - Edge Of The Century（1990年）※全米63位
- 『ブレイヴ・ニュー・ワールド』 - Brave New World（1999年）※全米175位
- 『サイクロラマ』 - Cyclorama（2003年）※全米127位
- Big Bang Theory（2005年）※カヴァー・アルバム
- The Mission（2017年）
- Crash of the Crown（2021年）
- Circling from Above（2025年）

### ライブ・アルバム
- 『コート・イン・ジ・アクト』 - Caught In The Act（1984年）※全米31位
- 『リターン・トゥ・パラダイス』 - Return To Paradise（1997年）※全米139位
- 『アーチ・アライズ - ライヴ・アット・リヴァーポート』 - Arch Allies：Live At Riverport（2000年）
- 『スティクスワールド・ライヴ2001』 - Styxworld Live 2001（2001年）
- 『アット・ザ・リヴァー・エッジ』 - At The River's Edge - Live In St. Louis（2002年）
- 21st Century Live（2003年）
- 『ワン・ウィズ・エヴリシング』 - One With Everything（2006年）
- 『ザ・グランド・イリュージョン/ピーシズ・オブ・エイト:ライヴ・イン・コンサート』 - The Ground Illusion / Pieces Of Eight Live（2012年）
- 『ライヴ・アット・オーリンズ・アリーナ・ラスベガス』 - Live at the Orleans Arena Las Vegas（2015年）

### コンピレーション・アルバム
- Best of Styx（1977年）
- 『レディ/スティクス・ベスト』 - Lady（1980年）
- 『烈風』（1981年）※日本限定版・ファン投票による選曲
- Styx Classics Volume 15（1987年）
- Greatest Hits（1995年）
- Come Sail Away – The Styx Anthology（2004年）

ほか

### シングル
- 「憧れのレディ」 - "Lady"（1974年）※全米6位
- 「ユー・ニード・ラブ」 - "You Need Love"（1975年）※全米88位
- 「ローレライ」 - "Lorelei"（1976年）※全米27位
- "Mademoiselle"（1976年）※全米36位
- "Crystal Ball"（1977年）
- 「永遠の航海」 - "Come Sail Away"（1977年）※全米8位
- 「アイム・O.K.」 - "I'm O.K."（1978年）※日本のみ発売
- 「フーリング・ユアセルフ」 - "Fooling Yourself (The Angry Young Man)"（1978年）※全米29位
- 「ブルー・カラー・マン」 - "Blue Color Man (Lonely Nights)"（1978年）※全米21位
- "Sing For The Day"（1979年）※全米41位
- "Renegade"（1979年）※全米16位
- 「Babe＝ベイブ」 - "Babe"（1979年）※全米1位
- 「ボート・オン・ザ・リヴァー」 - "Boat On The River"（1979年）※USはシングルカットなし
- "Why Me"（1980年）※全米26位
- "Borrowed Time"（1980年）※全米64位
- 「ザ・ベスト・オブ・タイムズ」 - "The Best Of Times"（1981年）※全米3位
- 「時は流れて」 - "Too Much Time On My Hands"（1981年）※全米9位
- 「砂上のパラダイス」 - "Nothing Ever Goes As Planned"（1981年）※全米54位
- 「愛の火を燃やせ」 - "Don't Let It End"（1983年）※全米6位
- 「ミスター・ロボット」 - "Mr. Roboto"（1983年）※全米3位
- "High Time"（1983年）※全米48位
- 「ミュージック・タイム」 - "Music Time"（1984年）※全米40位
- "Love Is A Ritual"（1990年）※全米80位
- "Show Me The Way"（1990年）※全米3位
- "Love At First Sight"（1991年）※全米25位
- "Paradise"（1997年）
- "Everything Is Cool"（1999年）
- "Waiting For Our Time"（2003年）
- "I Am The Walrus"（2003年）
- "Can't Stop Rockin"（2009年）
- "Gone Gone Gone"（2017年）

### EP
- Regeneration: Volume 1（2010年）
- Regeneration: Volume 2（2011年）